# Zio Paperone - Due nipoti, nessun profitto
Zio Paperone - Due nipoti, nessun profitto è una  storia a fumetti di 10 tavole scritta e disegnata da Don Rosa.

## Storia editoriale
Venne pubblicata negli Stati Uniti sul numero 220 di Uncle Scrooge del maggio 1987. In Italia venne pubblicata per la prima volta sul numero 139 di Zio Paperone dell'aprile 2001.

## Trama
Zio Paperone, preoccupato per il futuro del suo patrimonio quando lui non ci sarà più, decide di dare 1000$ a Paperino e a Gastone e dà tempo 24 ore per investirli e a seconda del profitto darà loro un'impresa; Gastone e la sua fortuna riescono, con un telefono e una poltrona, a guadagnare un sacco di soldi, mentre Paperino continua a fallire nei suoi investimenti finché una compagnia di aerei si dimostra disposta a pagare qualunque cifra per un'invenzione disastrosa di Archimede da lui pubblicizzata e lui si fa dare solo 1000$ e una cassa di bibite. Paperone affida quindi a Paperino un chiosco che vende gazzose mentre a Gastone, che con i suoi investimenti ha però danneggiato le imprese dello Zio, affida la direzione di una casa editrice di fumetti, convinto che nemmeno la fortuna del nipote gli permetterà di danneggiare i suoi interessi con una simile attività.

## Curiosità
- Nella seconda tavola Paperone parla in un "telefono" fatto con un barattolo e uno spago. La marca sul barattolo è "Barks Dog Soup", la stessa presente su un barattolo presente nella dispensa di Paperino nella storia Paperino tiratore perfetto.
- Nella settima tavola fanno una breve apparizione Azure Blue e Sharky, antagonisti della storia Paperino e il cimiero vichingo.
- Nella storia Don Rosa cita vari comic book originali d'epoca: Four Color Comics nn. 427 e 429 (entrambi del 1952) e i numeri 446 e 517 (entrambi del 1953).
- Il D.U.C.K. (Dedicated to Uncle Carl by Keno, dedicato a zio Carl Barks da Keno) si trova sulla testata di un albo a fumetti nell'ultima vignetta).